# 铁人 (波兰电影)
《铁人》（波蘭語：Człowiek z żelaza）1981年波兰电影，由安杰伊·瓦依达执导，电影描述了团结工会运动及其首次成功说服波兰政府承认工人成立独立工会权利的经过。该电影是1977年电影《大理石人》的继续，影片主角以团结工会领导人瓦文萨为原型。该电影获得了第34届戛纳电影节金棕榈奖。

## 外部連結
- 互联网电影数据库（IMDb）上《铁人》的资料（英文）
- 爛番茄上《铁人》的資料（英文）